# Adidas Yeezy
Adidas Yeezy (případně jen Yeezy) byla módní spolupráce mezi americkým rapperem a módním návrhářem Kanye Westem a sportovní značkou Adidas. Produktová řada nabízela zejména několik typů tenisek či pantoflí, ale také trika, mikiny, tepláky, kalhoty, ponožky a další typy oděvů. Jako historicky první byl vydán typ tenisek s názvem Yeezy Boost 750, a to v únoru 2022. Časopis Forbes o značce Adidas Yeezy v roce 2020 prohlásil, že jde o jeden z nejúspěšnějších obchdoních retailových projektů století a že značka atakuje předchozí úspěch značky Nike Air Jordan. Úspěch značky vedl k tomu, že jiné oděvní značky začaly produkty Yeezy kopírovat. Kanye West vlastní společnost Yeezy LLC, která je odlišná od Adidas Yeezy.
Značka Adidas Yeezy byla jednou z nejprodávanějších značek. Jen za rok 2019 se obrat z prodeje bot YEEZY vyšplhal na 1,5 miliardy dolarů. Tento úspěch stál za jeho rekordně ziskovým rokem, kdy v roce 2019 vydělal 150 milionů dolarů a poprvé se tak (dle žebříčku časopisu Forbes) stal nejvýdělečnějším hip-hopovým umělcem roku. Za rok 2019 byl s výdělkem 150 milionů dolarů celkově druhým nejvýdělečnějším hudebním umělcem roku. Více vydělala jen zpěvačka Taylor Swift. V září 2022 uvedl, že plánuje ukončit spolupráci se značkou Adidas a vytvořit si vlastní značku.
V říjnu 2022 s ním společnost Adidas, po Westových antisemitských projevech, rozvázala kontrakt a ukončila veškerou spolupráci. Kvůli rozpadu spolupráce, a dalším okolnostem na trzích, snížila v listopadu 2022 společnost Adidas odhad ročního čistého zisku z běžné činnosti o polovinu (z 500 milionů eur na 250 milionů eur). Kvůli zhoršenému ekonomickému výhledu se v Adidas v květnu 2023 rozhodli vyprodat již vyrobené kusy značky Yeezy, které stáhli z prodeje v říjnu 2022. Část ze zisku chce Adidas věnovat neziskovým organizacím Anti-Defamation League a Philonise & Keeta Floyd Institute for Social Change. V prvním dni výprodeje se údajně prodalo přes 600 tisíc kusů tenisek Yeezy, na čemž měl West vydělat 25 milionů dolarů. Adidas ve finanční zprávě k hospodaření za třetí čtvrtletí roku 2023 uvedl, že znovuspuštění prodeje produktů Yeezy vygenerovalo obrat ve výši 158,5 milionu dolarů. Díky tomu firma výrazně zlepšila svůj ekonomický výhled za rok 2023, kdy snížila očekávanou ztrátu o tři čtvrtiny objemu (tj. o cca 370 milionů dolarů). Společnost si také výrazně polepšila na burze, kdy se hodnota jejích akcií zvedla o 34 % oproti začátku roku.

## Historie spolupráce
Již v roce 2006 Adidas oslovil Kanye Westa, aby navrhl vlastní model edice tenisek Adidas Rod Laver Vintage. West boty navhl, ale nakonec nedošlo k podepsání dohody a model tak nebyl vydán.
Mezi lety 2009 a 2014 West navrhoval tenisky pro konkurenční oděvní značku Nike (Nike Air Yeezy). Poté začal vyjednávat s Adidas o nové spolupráci. Tu nakonec podepsal, jelikož mu bylo slíbeno, že bude vlastnit 100 % značky Yeezy, dostane pevný podíl z prodeje každého kusu produktů značky Adidas Yeezy a bude mít kreativní kontrolu nad produkty. West poté označil vedení Adidas za lidi, kteří mu „umožnili něco vybudovat“.
V únoru 2015 vydal svou první kolekci pro Adidas Originals nazvanou Yeezy Season 1. V září 2015 následovala kolekce Yeezy Season 2. Obě byly inspirovány minimalismem a vojenskými oděvy v barvách vojenské zelené, béžové nebo olivové. Premiérové módní přehlídky byly vždy provázeny přítomností celebrit a osobností módního světa (například Anna Wintour, Riccardo Tisci, Kim Kardashian a její sestry, Rihanna, Diddy nebo Seth Meyers). V roce 2016 následovala kolekce Yeezy Season 3. Poslední kolekce Season 6 byla vydána v lednu 2018. Jako modelky vystoupili i pornoherečka Lela Star nebo celebrita Paris Hilton. Modelky vypadaly jako Kim Kardashian.
V roce 2018 přivedl West ke značce Matta George (spoluvlastník značky Stüssy), aby dělal strategického poradce. V září 2018 byl George jmenován šéfem značky Yeezy. V téže době vzrostly tržby Adidas Yeezy z 15 milionů dolarů na 1,2 miliardy dolarů. V roce 2019 vzrostl roční příjem značky na 1,3 miliardy dolarů a časopis Forbes ji přirovnal k úspěchu značky Nike Air Jordan. West dostával podíl 11 % z prodeje. V roce 2020 vzrostly tržby na 1,7 miliardy dolarů, z čehož činil Westův podíl 191 milionů dolarů.
V červnu 2022 West obvinil šéfa Adidasu Kaspera Rørsteda z toho, že značka vydává v jiné kolekci kopie jeho produktů, aby zvýšila svůj zisk. Později firmu obvinil, že porušuje smlouvu o spolupráci, až v září 2022 uvedl, že po vypršení smlouvy v roce 2026 od Adidasu odejde. V říjnu 2022 ale West začal pronášet antisemitské komentáře a Adidas s ním spolupráci sám rozvázal. Produkty Adidas Yeezy nejdříve stáhl z trhu, ale po propadu tržeb je následně dal znovu do prodeje.

## Kolekce bot

### Yeezy Boost 750
14. února 2015 poprvé vyšly Yeezy Boost 750. Šlo o první boty vydané ve spolupráci s Adidas. Byly dostupné jen pro ty, kteří si je zarezervovali pomocí mobilní aplikace Adidas. Z každé barevné kombinace bylo vydáno pouze 9000 párů. Vyšly v provedeních Light Brown, Light Brown Gum "Chocolate", Light Grey Glow In The Dark a Tripple Black.

### Yeezy Boost 350

Adidas Yeezy Boost 350 Pirate Black

27. června 2015 vyšly již druhé boty od spolupráce Kanyeho Westa a Adidas, ikonické Yeezy Boost 350. Jedná se o první opravdu úspěšné Yeezy, které brutálním tempem zvedly vlnu zájmu, ba až šílenství okolo této spolupráce. Vyšly ve 4 barvách: bílá a šedá – „Turtle Dove“, černá – „Pirate Black.“, bílá – „Moonrock“ a světle hnědá – „Oxford Tan“. Byly prodávány za 200 amerických dolarů, v řádech sekund byly vyprodány, stály se na ně dlouhé fronty před obchody a při následujícím resellu se ceny šplhají až na 40 000 korun.

### Yeezy 950
29. října 2015 byly vydány ne až tak úspěšné a ani zajímavé Yeezy 950, a to v barvách Peyote, Moonrock, Chocolate a Pirate black. Boty se prodávaly za 585 amerických dolarů. Adidas Yeezy 950 jsou inspirovány vojenským stylem.

### Yeezy Cleat
15. září 2016 se do kolekcí Adidas Yeezy přidaly Yeezy 350 Cleat jako první sportovní obuv a to přešně kopačky. Byly dostupné ve stejných barvách jako Yeezy boost 350. Později vyšly v provedení Cleat i Yeezy 750.

### Yeezy Boost 350 V2

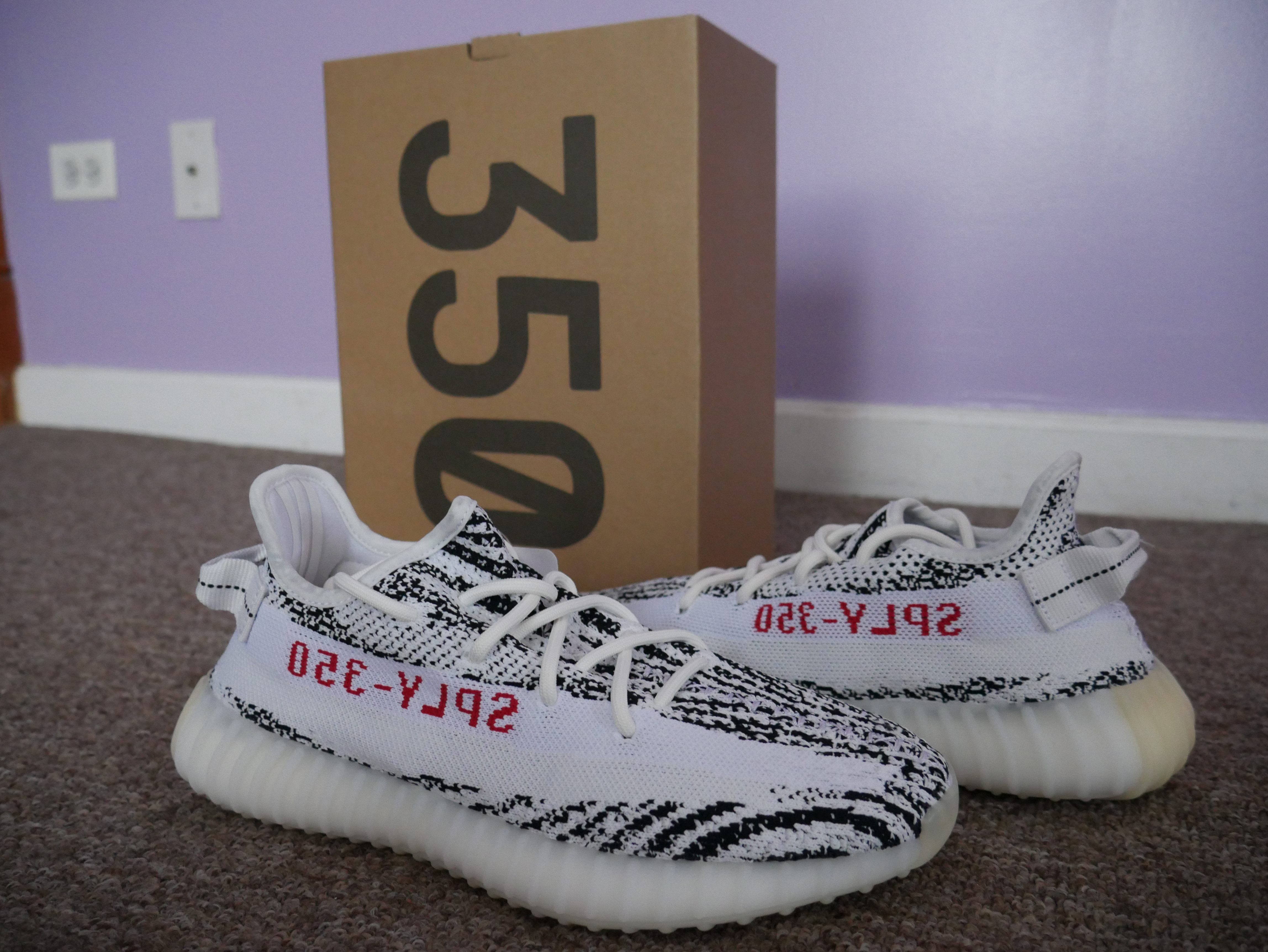
Adidas Yeezy Boost v2 Zebra

24. září 2016 vyšly Yeezy Boost 350 V2 jako upgrade řady Yeezy boost 350. Jako první byl vydán model Beluga, a zájem byl opět gigantický. 
Původní generace stála $200 a po drobném vylepšení tj. přidání tzv. pulltab $220. Starší modely nesou nápis „SPLY-350“ na bocích boty a vyšly v barevných kombinacích Bred, Semi Frozen Yellow, Blue Tint, Black Red, Core Black Red, Core Black Copper, Core Black White, Zebra, Beluga a Beluga 2.0. 
Následující trojice modelů Yeezy boost 350 V2: Butter, Sesame a Cream White pruh na boku postrádá, a nemá ani jakýkoliv jiný vzor na tkanině.
Další generace Yeezy boost 350 V2 má pruh na stejném místě jako původní modely, ale je transparentní a tudíž bez nápisu SPLY-350. Změnilo se také vzorování na svršku. Tato generace vyšla v barevných provedeních: Static, Clay, Hyperspace, Trfrm = Trueform, Glow a Static Black.
Aktuální Yeezy boost 350 V2 už zažily jen minimální změnu, a to odstranění již zmiňované pulltab. Zatím vyšly v barevných provedeních Antlia, Citrin, Cloud White, Lundmark a Synth.

### Yeezy Boost 700
Nesmíme zapomenout ani na Yeezy Boost 700. Jedná se o velmi oblíbený model, zatím vydaný v konfiguracích Wave Runner, Magnet, Inertia, Mauve, Analog, Utility Black a Salt.
Další generace, Yeezy Boost 700 V2 zatím obsahuje modely nazvané Geode, Vanta Black, Static, Tephra a Hospital Blue.

### Yeezy 500
Další řada je nazvána Yeezy 500. Vyšla v barevných kombinacích Bone White, Salt, Stone, Blush, Utility Black a Super Moon Yellow. Také jde o velmi oblíbenou edici, avšak postrádá technologii Boost, na což už poukazuje samotná absence tohoto slova v názvu tenisky.

### Adidas Yeezy Desert Boot
Byly vydány za $200 v barevných kombinacích Rock, Oil, Salt, Graphite, Cinder a Taupe.

### Yeezy powerphase
Tato řada není známá tolik jako ostatní, tenisky vlastně ani nenesou jakýkoliv oficiální název barevných kombinací. Přišly na trh tiše a stejně tak i odešly.